# Alarmstufe: Rot 2
Alarmstufe: Rot 2 (Originaltitel: Under Siege 2: Dark Territory) ist ein Actionfilm aus dem Jahr 1995 mit Steven Seagal in der Hauptrolle und die Fortsetzung des Films Alarmstufe: Rot (Under Siege). Er handelt von einem ehemaligen Armeeangehörigen (Seagal), der während einer Zugfahrt nach und nach eine Gruppe von Terroristen überwältigt. Die Produktion kostete 60 Millionen Dollar, das weltweite Einspielergebnis betrug 104,3 Millionen US-Dollar.
Die seit 1996 in Deutschland bestehende Indizierung des Films durch die BPjS wurde 2016 aufgehoben.
Seagal hatte dem Film nur zugestimmt gegen die Bedingung, dass Warner Bros. ihm sein Regiedebüt Auf brennendem Eis finanziert. 

## Handlung
Der ehemalige Navy Seal Casey Ryback hat seinen Bruder James durch einen Flugzeugabsturz verloren. Zusammen mit seiner Nichte Sarah reist er mit dem luxuriösen Zug Grand Continental von Denver nach Los Angeles, um dort an dessen Grab zu trauern. Doch das Verhältnis ist unterkühlt, da Sarah erstens nicht mehr das kleine Mädchen ist, für das Casey sie anfangs hält, und sie zweitens Ryback für das Verhältnis zu seinem Bruder und im Zuge dessen für den Tod ihres Vaters verantwortlich macht.
Unter den Reisenden ist auch der totgeglaubte Computerspezialist Travis Dane, der einst für das Verteidigungsministerium der Vereinigten Staaten den geheimen Druckwellensatelliten Grazer One zur Zerstörung unterirdischer Ziele entwickelte, dem aber wenig später gekündigt wurde und der nun Rache an seinem einstigen Arbeitgeber üben will. In einem Zugabteil treffen sich nämlich zwei seiner ehemaligen Kollegen, ein männlicher und weiblicher Captain, von denen jeder einen der beiden Zugangscodes zum Satelliten kennt, zu einer heimlichen Liebschaft. Unterstützt durch die 30 Mann starke Söldnertruppe des skrupellosen Penn kapert Dane den Grand Continental und nimmt die Insassen als Geiseln. Unter Androhung körperlicher Gewalt zwingt Dane seine früheren Kollegen zur Herausgabe der Zugangscodes, hackt sich in den Computer des Verteidigungsministeriums und bringt mit Hilfe des von den Söldnern hineingebrachten Satellitenüberwachungsequipments Grazer One unter seine Kontrolle. Interessierte „Investoren“ aus dem Nahen Osten sollen ihm nun eine Milliarde Dollar für die Zerstörung des Pentagons, des geheimen Atomreaktors darunter und damit ganz Washingtons transferieren. Einer der Investoren bietet zudem 100 Millionen Dollar für den Abschuss eines Flugzeugs, in dem sich seine Ex-Ehefrau befindet. Nach dem bestätigten minutenschnellen Geldtransfer führt Dane den Auftrag aus.
Durch Zufall bleibt Ryback bei der Gefangennahme unentdeckt und dezimiert durch seine Nahkampf-Erfahrung die Angreifer einen nach dem anderen, während er versucht, den Zug unter seine Kontrolle zu bringen und die Behörden zu verständigen. Unterstützung erhält er dabei lediglich durch den großmäuligen Gepäckträger Bobby Zachs.
Ryback schafft es schließlich mittels eines Zugtelefons, über die Kaperung des Grand Continental als Versteck von Dane die Regierung zu informieren, die daraufhin zwei Stealth-Bomber entsendet, um den Zug zu zerstören. Doch mit Hilfe von Grazer One kann Dane auch die Kampfflugzeuge sprengen. Die Zerstörung von Washington, D.C. ist imminent, da die Milliarde Dollar überwiesen worden ist, der Countdown läuft und das Verteidigungsministerium erst ein Netz von 50 Geistersatelliten abarbeiten muss, das Dane zur Tarnung von Grazer One konstruiert hat. Zudem lenkt er den Zug auf eine eingleisige Strecke und auf Kollisionskurs mit einem mit Benzin beladenen Güterzug. Ryback bleiben nur noch wenige Minuten.
Er kuppelt die Wagen mit den Geiseln ab, tötet die letzten Söldner und schließlich auch Penn, der Sarah in seine Gewalt gebracht hat. Kurz vor Ablauf des Ultimatums schießt er auf Danes Notebook, das mitsamt dem Tarnprogramm herunterfährt – und somit der Regierung die Möglichkeit gibt, Grazer One in letzter Sekunde zu zerstören. Zeitgleich stoßen die beiden Züge zusammen, Casey und Sarah retten sich im letzten Moment auf den Helikopter der Söldner, den Bobby unter seine Kontrolle gebracht hat.
Sarah und Casey versöhnen sich und besuchen am Ende das Grab des Verstorbenen.

## Sonstiges

### Aufnahmen
- Alle Innenaufnahmen im Zug entstanden komplett im Studio. Mit einer neu entwickelten Technik wurde es auch bei Kamerafahrten möglich, die außen vorbeiziehende Landschaft nachträglich am Computer hinzuzufügen.
- Die Explosion der chinesischen Chemikalienfabrik war nicht benutztes Filmmaterial aus Steven Seagals Regiedebüt Auf brennendem Eis (On Deadly Ground).

### Besetzung
- Ursprünglich war Jon Peters als Produzent vorgesehen. Dieser wollte Gary Busey aus dem ersten Teil zurückbringen. Als man ihm jedoch mitteilte, dass Buseys Charakter im Vorgänger das Zeitliche gesegnet hat und der Schauspieler zudem für die Fortsetzung nicht zur Verfügung stand, sprang Peters ab.
- Die Rolle des Travis Dane wurde auch Julian Sands und Jeff Goldblum angeboten.
- Beim Titelsong After the train has gone, der während der Credits am Schluss läuft, ist Hauptdarsteller Steven Seagal als Background-Sänger zu hören.

### Zitate
- Travis Danes Sprichwort „Chance favors the prepared mind“ („Das Glück bevorzugt den, der vorbereitet ist“) stammt ursprünglich von Louis Pasteur.
- Penns Feststellung „Assumption is the mother of all fuck ups“ („Der Anfang jeder Katastrophe ist eine beschissene Vermutung.“) wird in einem Lehrbuch aufgegriffen[4] – und in einer ähnlichen Version bereits Glenn Curtiss zugeschrieben.[5]

## Kritiken
„Das aktionsreiche Spektakel variiert das erfolgreiche Schema des gleichnamigen ersten Teils (1992) sowie weitere erprobte Elemente des Action-Genres. Furios und aufwendig inszeniert, wartet es mit vielen brutalen Gewaltszenen auf, die ebenso unreflektiert bleiben wie das Problem von Massenvernichtungswaffen.“

„Krachende Action wie in Teil 1, aber Seagals stoische Miene nervt. Fazit: Ein farbloser Held in furioser Action.“

„Der neuseeländische Regisseur Geoff Murphy strickte das absurde, aber unterhaltsame Action-Märchen im bewährten Stil der ‚Stirb langsam‘-Filme. Steven Seagal glänzt wieder durch erfrischende Humorlosigkeit. Dank der bravourösen Umsetzung kommt der Action-Fan aber voll auf seine Kosten.“